# John M. Dalton
John Montgomery Dalton, född 9 november 1900 i Vernon County, Missouri, död 7 juli 1972 i Jefferson City, Missouri, var en amerikansk demokratisk politiker. Han var Missouris guvernör 1961–1965.
Dalton avlade 1923 juristexamen vid University of Missouri och inledde därefter sin karriär som advokat. Han var stadsåklagare i Kennett 1944–1953. Som delstatens justitieminister (attorney general) tjänstgjorde han 1953–1961.
Dalton efterträdde 1961 James T. Blair som Missouris guvernör och efterträddes 1965 av Warren E. Hearnes.
Dalton avled 1972 och gravsattes på Oak Ridge Cemetery i Kennett.